# عصب فكي سفلي
العصب الفكي السفلي (بالإنجليزية: Mandibular nerve)‏ هو أكبر الأقسام الثلاثة للعصب ثلاثي التوائم، وهو العصب القحفي الخامس. على عكس الأقسام الأخرى للعصب ثلاثي التوائم (العصب البصري، العصب الفكي العلوي) التي تحتوي فقط على ألياف عصبية واردة، يحتوي العصب الفكي السفلي على ألياف عصبية واردة وصادرة. تعمل هذه الألياف على تعصيب البنى في الفك السفلي والوجه، مثل اللسان والشفة السفلية والذقن. يعد العصب الفكي السفلي مسؤولًا أيضًا عن تغذية عضلات المضغ.

## البنية
ينشأ الجذر الحسي الكبير من الجزء الجانبي من العقدة ثلاثية التوائم ويخرج من تجويف القحف عبر الثقبة البيضوية. يمر القسم الصغير من العصب ثلاثي التوائم، وهو الجذر الحركي، تحت العقدة ثلاثية التوائم وعبر الثقبة البيضوية ليتحد مع الجذر الحسي خارج الجمجمة مباشرةً.
يمر العصب الفكي السفلي على الفور بين العضلة الموترة للحفاف، وهي في الناحية الإنسية، والعضلة الجناحية الجانبية، ويصدر عنه العصب السحائي (العصب الشوكي) والعصب الجناحي الإنسي من جانبه الإنسي. ينقسم العصب بعد ذلك إلى جذع أمامي صغير وجذع خلفي كبير.
يعطي الانقسام الأمامي فروعًا لثلاث عضلات رئيسية للمضغ وفرع شدقي حسي للخد. يعطي الانقسام الخلفي ثلاثة فروع حسية رئيسية، العصب الأذني الصدغي والعصب اللساني والعصب السنخي السفلي والألياف الحركية لتعصيب العضلة الفكية اللامية والبطن الأمامي للعضلة ذات البطنين.

### الفروع
يصدر عن العصب الفكي السفلي الفروع التالية:
- من الجذع الرئيسي للعصب (قبل الانقسام)
  - الفروع العضلية، وهي عبارة عن أعصاب صادرة للعضلة الجناحية الوسطية، والعضلة موترة الطبل، والعضلة الموترة للحفاف (حركية)[4]
  - الفرع السحائي (عصب حسي)
- من الانقسام الأمامي
  - العصب الماضغي (حركي)
  - الأعصاب الصدغية العميقة، الأمامية والخلفية (حركية)
  - العصب الشدقي (عصب حسي)
  - العصب الجناحي الوحشي (حركي)
- من الانقسام الخلفي
- العصب الأذني الصدغي (عصب حسي)
- العصب اللساني (عصب حسي)
- العصب السنخي السفلي (يصدر عنه عصب حركي وعصب حسي)
  - العصب الذقني (فرع حسي) وعصب العضلة الفكية اللامية (فرع حركي)

## التغذية
يعد العصب الفكي السفلي مسؤولًا عن تعصيب:
الانقسام الأمامي:
- (التعصيب الحركي - عضلات المضغ)
- العصب الماضغي
  - العضلة الماضغة
- العصب الجناحي الإنسي
  - العضلة الجناحية الوسطية
  - العضلة موترة الطبل
- العصب الموتر للحفاف
  - العضلة الموترة للحفاف
- العصب الشوكي (حسي) من الثقب الشائك
- العصب الجناحي الوحشي
  - العضلة الجناحية الجانبية
- العصب الصدغي العميق
  - العضلة الصدغية

(التعصيب الحسي)
- العصب الشدقي
  - باطن الخد (الغشاء المخاطي الشدقي)

الانقسام الخلفي
الشق اللساني
(تعصيب حسي – لا يشمل التذوق)
- الثلثين الأماميين من اللسان (الغشاء المخاطي)

الشق السنخي السفلي
(تعصيب حركي)
- العصب الفكي اللامي
- العضلة ذات البطنين (البطن الأمامي)

(التعصيب الحسي)
- الأسنان والسمحاق المخاطي لأسنان الفك السفلي
- الذقن والشفة السفلى

الشق الأذني الصدغي
- فروة الرأس (الصيوان / المنطقة الصدغية)

## معرض صور

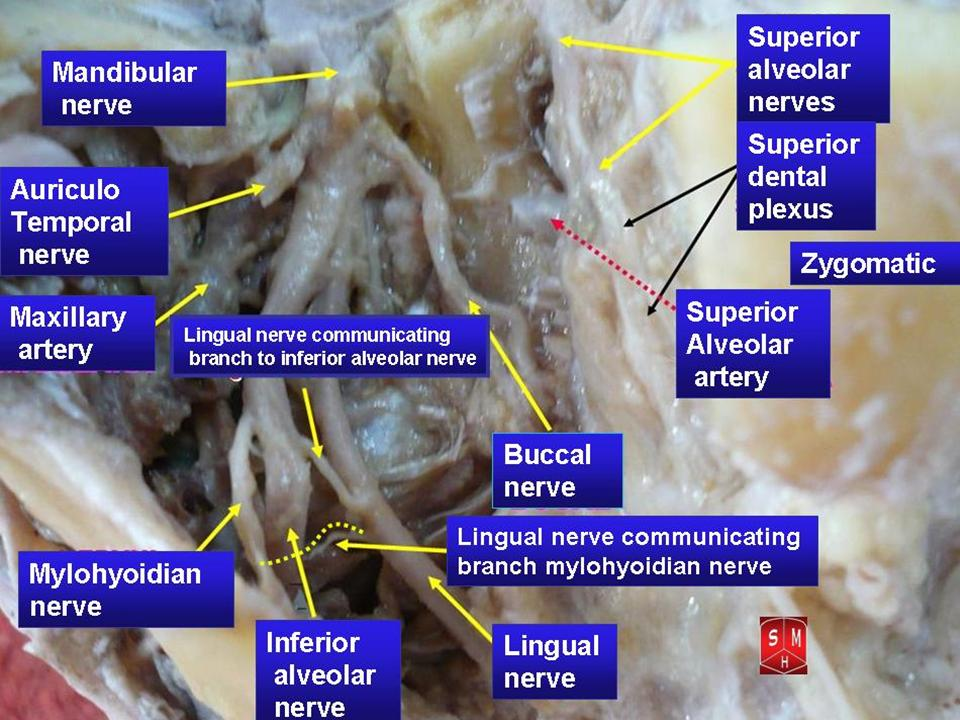
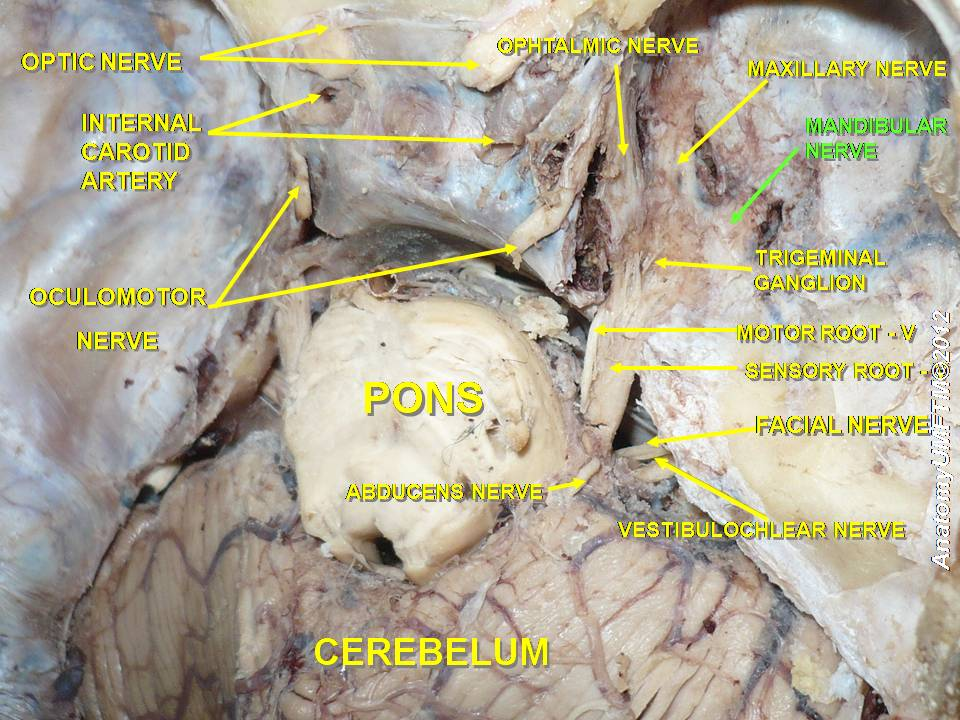
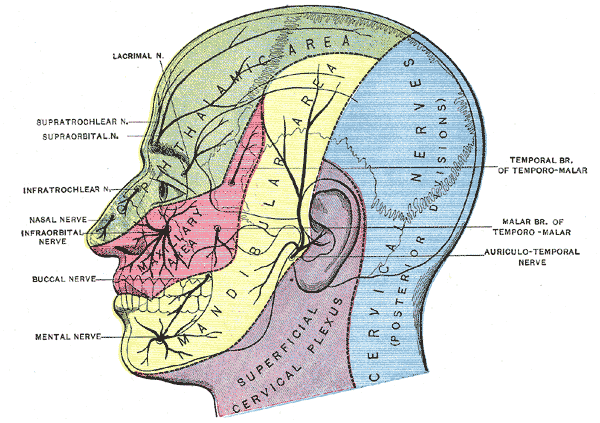
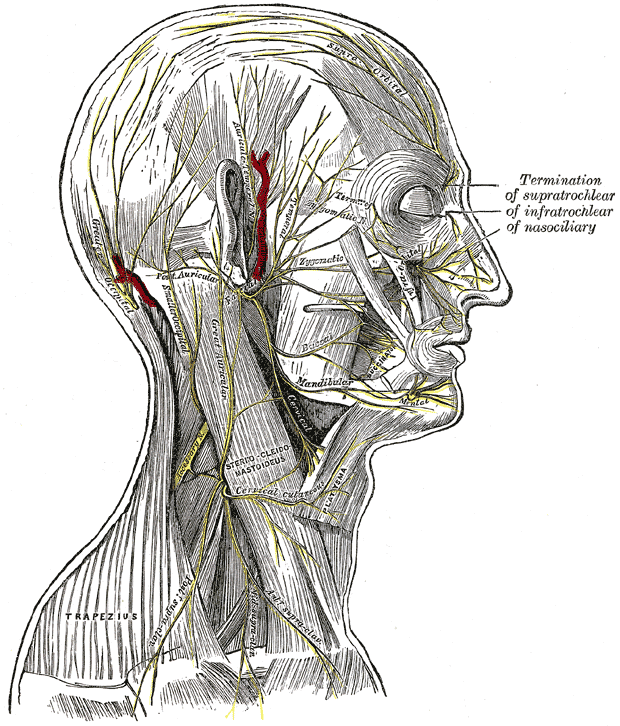